# 張濂 (光緒癸卯進士)
張濂（1872年—1934年），字儀周，號仲清，或号仲卿，直隸獻縣人。清朝政治人物、進士出身。為中共創始人之一張申府和哲学家张岱年之父。

## 生平
光緒二十九年（1903年），中式癸卯科二甲進士。同年闰五月，改翰林院庶吉士，散館授翰林院編修。民國七年（1918年）當選眾議院議員。此後歷任沙河縣、棗強縣知事。與尚秉和、劉春霖等交厚。同年進士尚秉和為其父張鐘英（字含章）撰墓誌銘。

## 家族
有子張崧年（张申府）、张崇年、張岱年。张道兴是他的族孙。